# 磺胺美曲
磺胺美曲是一种磺胺类药物，其INN名称是“Sulfametrole”。该药物可用于治疗由细菌感染引起的疾病等病症。该药物在血液中的半衰期尚不明确。该药物最早于1975年引入临床使用。临床上该药物通常与甲氧苄啶联用。